# 八硫黄
八硫黄(Octasulfur)またはオクタチオカン(octathiocane)は、S8の化学式を持つ無機化合物である。黄色の固体で、無色無味である。
硫黄の標準の同素体である。また、全ての炭素原子が硫黄原子に置換した一連のチオカンヘテロ環化合物の最後のものである。 

## 性質
八硫黄は、菱面体晶と2つの単斜晶の合計3つの異なる多形として存在し、このうち2つだけが標準状態で安定である。菱面体晶のものが標準として扱われる。残りの多形は、100kPaで96℃から115℃の間でのみ安定で、115℃を超えるとゆっくりと不均化が起き始める。しかし、加熱が十分に急速だと、分解は最小限となり、八硫黄は119℃で溶解し、159℃以上で完全に分解する。
八硫黄は、いくつかの硫黄の同素体を形成する。
- α-硫黄
- β-硫黄
- γ-硫黄
- λ-硫黄

λ-硫黄は液体であり、これを冷却によって結晶化させることでγ-硫黄を得ることができる。λ-硫黄がゆっくり結晶化されると、β-硫黄に戻る。これは115℃以上に加熱されているはずなので、β-硫黄もγ-硫黄も純粋ではない。
純粋なγ-硫黄を得る既知の唯一の方法は、溶液からの結晶化である。

八硫黄は、容易に大きなサイズの結晶を生成する。これらの結晶の色は鮮やかな黄色であり、若干透明である。結晶になる化合物にはよくあることであるが、粉末状になった硫黄の外見はこれとは完全に異なり、図で見られるように色が薄く不透明である。

## 製法
非常に純粋な八硫黄は、水溶性のピリジンを触媒とする4,4'-ジピリジルジスルフィドの光分解で作ることができる。多形の割合は、ピリジンと水の比によって変わる。この過程では、γ型の八硫黄も作られる。